# Новое Гришино
Новое Гришино (НовоГришино) — посёлок в Дмитровском районе Московской области, в составе Сельского поселения Костинское. Население — 1123 чел. (2010). До 2006 года посёлок был центром Гришинского сельского округа. 

## Расположение
Посёлок расположен в юго-восточной части района, примерно в 15 км на юго-восток от Дмитрова, высота центра над уровнем моря 209 м. В посёлке имеются пруды. Протекает ручей, приток речки Камарихи.
Ближайшие населённые пункты — примыкающее на юго-западе Мелихово, другие в 1 км: Лотосово южнее, Коверьянки на севере и Сурмино на северо-востоке. Гришино на северо-востоке по автотрассе 46К-8160.

## Инфраструктура
Имеются Гришинская средняя школа, профессиональное училище № 65, исправительная колония, амбулатория. 
В посёлке действует церковь Константина и Елены 1902 года постройки. Находится часовня Казанской иконы Божьей матери.

## История

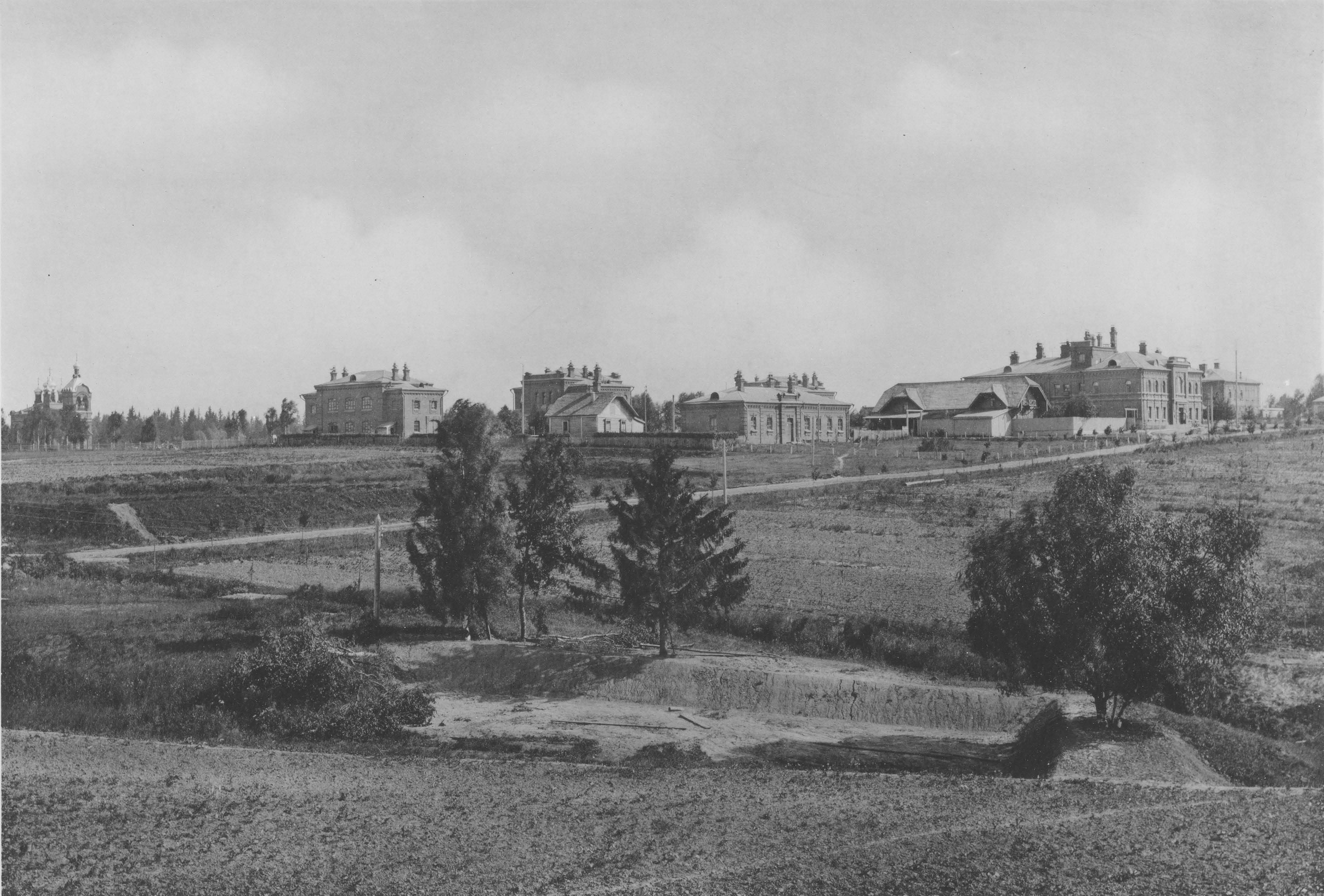
Земледельческая колония Рукавишниковского приюта в 1910-х гг.

Возник в 1903 году как филиал Московского Фидлеровского (Рукавишниковского приюта) исправительного приюта, имеющий сельскохозяйственную специфику. На месте будущего посёлка до 1917 года находилась деревня Карпово.
Название Икшанский приют получил, в дальнейшем трудовая колония, из-за ближайшей к приюту железнодорожной станции Икша. В 1902—1904 годах при трудовом приюте строительство церкви Константина и Елены. В 1920-х годах закрыта, перестроена, была занята литейным цехом. В 2000-е годы начались восстановительные работы.
После революции 1917 года Фидлеровский приют был преобразован в «Дом морально дефективных детей», а в 1921 году — в трудовую колонию. В 1940 году Икшанская трудовая колония была расформирована. С февраля 1945 года в поселке вновь была создана колония для несовершеннолетних преступников. В 1946 году на базе Икшанской колонии был создан авторемонтный завод (ЦАРЗ), посёлку присвоили название ЦАРЗ.
В 1960—70-е года происходило интенсивное развитие посёлка и его инфраструктуры.
5 апреля 1967 года согласно решению № 252 Мособлисполкома был образован поселок Новогришино в Гришинском сельсовете Дмитровского района. Название было дано по деревне Гришино.
В 2010 году трудовая колония была преобразована в Федеральное казённое учреждение «Исправительная колония № 1» УФСИН России по Московской области.

## Население
| 2002 | 2006  | 2010  |
| ---- | ----- | ----- |
| 1352 | ↗1386 | ↘1123 |